# Kanadische Badmintonmeisterschaft 1950
Die Kanadische Badmintonmeisterschaft 1950 fand Anfang März 1950 in Calgary statt. Vorjahresmeister Darryl Thompson verletzte sich im Endspiel des Herreneinzels gegen Al Williams und musste dadurch seine beiden weiteren Endspiele kampflos abgeben.

## Finalresultate
| Disziplin    | Sieger                       | Finalist                         | Ergebnis                   |
| ------------ | ---------------------------- | -------------------------------- | -------------------------- |
| Herreneinzel | Alan Williams                | T. Darryl Thompson               | 15-5, 5-15, 7-11 (Aufgabe) |
| Dameneinzel  | Lois Reid                    | Marjory Mapp                     | 11-6, 3-11, 12-11          |
| Herrendoppel | Grant Henry Dave Clapperton  | T. Darryl Thompson Ken Meredith  | w.o.                       |
| Damendoppel  | Evelyn Roberts Joan Hennessy | Marjory Shedd Marjory Mapp       | 15-4, 15-6                 |
| Mixed        | Dick Birch Evelyn Roberts    | T. Darryl Thompson Jean Bardsley | w.o.                       |